# Камелино (Кротоне)
Камелино је насеље у Италији у округу Кротоне, региону Калабрија.
Према процени из 2011. у насељу је живело 430 становника. Насеље се налази на надморској висини од 582 м.